# Mesnak
Pour plus de détails, voir Fiche technique et Distribution.
Mesnak est un film québécois de Yves Sioui Durand, sorti en 2011.
Il s’agit du premier long métrage réalisé en français par un réalisateur autochtone du Québec.

## Synopsis
Dave est un serveur dans la vingtaine vivant à Montréal et jouant Hamlet. D’origine autochtone, son adoption à l’âge de 3 ans a effacé tous ses souvenirs de sa culture d’origine. Lorsqu’il reçoit par la poste une photographie de sa mère biologique, Gertrude McKenzie, Dave se rend à Kinogamish afin de faire sa connaissance. Il réalise cependant rapidement qu’il n’est pas le bienvenu dans la réserve où il a vu le jour puisqu’il rencontre de l’hostilité de la part de Claude St-Onge, le chef de bande de Kinogamish, qui s’apprête à marier Gertrude. Néanmoins, Dave se lie d’amitié avec une jeune Innue nommée Osalic qui tente de se libérer de l’inceste dont elle est victime. Il fait également la rencontre de Sapatesh, un vieil aveugle qui lui en apprend davantage sur son père et sur les circonstances troublantes de sa mort.

## Fiche technique
- Titre original : Mesnak
- Titre anglophone : Mesnak
- Réalisation : Yves Sioui Durand
- Scénario : Robert Morin, Louis Hamelin, Yves Sioui Durand
- Assistant-réalisation : Pierre Magny
- Musique : Bertrand Chénier
- Photographie : Stefan Ivanov
- Montage : Louis Côté
- Son : Claude Beaugrand
- Direction artistique : Suzanne Cloutier
- Costumes : Hélène Schneider
- Pays d'origine :  Canada  Québec
- Producteurs : Ian Boyd, Réginald Vollant
- Directeur de production : Gaetan Fluet
- Sociétés de production : Kunakan Productions, Les Films de l’Isle
- Sociétés de distribution : K-Films Amérique, Les Films de l’Isle
- Genre : Drame
- Durée : 96 minutes

## Distribution
- Victor Andres Turgeon-Trelles : Dave
- Eve Ringuette : Osalic
- Marco Collin : Claude St-Onge
- Kathia Rock : Gertrude McKenzie
- Marco Poulin : Sapatesh
- Charles Buckell : Léonard
- Luc Morissette : Jean-Marie Fontaine
- Florent Vollant : Sans-abris
- Manon Nolin : Fille de Sapatesh

## Distinctions

### Nominations
Eve Ringuette a été nommée pour le prix de la Meilleure actrice de soutien aux Prix Jutra 2013.
Eve Ringuette a gagné le prix de meilleure actrice au 37th American Indian Film Festival en 2012.
Eve Ringuette a gagné le prix de meilleure actrice au Dreamspeakers Film Festival en 2012.

## Analyse
Mesnak a été tourné en 2010 dans la réserve innue de Maliotenam, située sur la Côte-Nord près de Sept-Îles. Le film présente une panoplie de problèmes sociaux qui sont criants dans la plupart des réserves autochtones du Québec et qui découlent de la colonisation, de la sédentarisation et de l’assimilation des Autochtones depuis l’arrivée des Européens au XVIe siècle. Ces principales problématiques sont la toxicomanie, la violence physique et sexuelle, le suicide ainsi que la perte de la culture.

### La toxicomanie
Dans Mesnak, la toxicomanie est un thème très important. Claude et Gertrude, dans la quarantaine, sont deux anciens alcooliques sobres depuis maintenant 10 ans. Cependant, lorsqu’ils apprennent l’arrivée de Dave dans la réserve de Kinogamish, tous deux sombrent dans l’alcool à nouveau afin d’oublier les démons qui ressurgissent de leur passé. De plus, Léo et Osalic, eux dans la vingtaine, consomment de l’ecstasy et d’autres substances illicites pour s’évader de leur vie ennuyante. Selon l’Enquête régionale sur la santé des Premières Nations, la consommation d’alcool excessive est deux fois plus fréquente chez les Autochtones que dans l’ensemble du Québec. Dans les communautés autochtones, les adultes consomment généralement de l’alcool pour pallier leur grande détresse. Selon les auteurs de la Commission royale sur les peuples autochtones, réalisée en 1995, cette détresse découle des traumatismes dus, notamment, aux séjours dans les pensionnats autochtones, à l’éclatement des familles et aux piètres conditions de vie dans certaines réserves. L’Enquête régionale sur la santé des Premières Nations fait état d’une utilisation de drogue chez 40 % des Autochtones contre 13 % dans la population québécoise en général. Selon les auteurs de la fondation autochtone de guérison, la drogue peut servir à endormir la souffrance émotive due aux problèmes familiaux, à la faible estime de soi ou à la difficulté de trouver son identité propre dans une communauté qui perd sa culture.

### La violence physique et sexuelle
La violence est un autre thème important dans Mesnak puisqu’Osalic est victime d’agression sexuelle incestueuse par son frère Léo. Claude est également violent puisqu’il a commis un meurtre. La violence est une problématique bien réelle dans les communautés autochtones ; il peut s’agir de voies de fait, de violence domestique, d’agressions sexuelles ou d’inceste. Selon des données de Statistique Canada, 107 Autochtones sur 1000 sont victimes de voies de fait contrairement à 58 sur 1000 chez les non-Autochtones. Les jeunes de 15 à 24 ans sont victimes de près de 47 % des incidents violents non conjugaux. 70 Autochtones sur 1000 sont victimes d’agressions sexuelles, alors que la proportion est de 23 sur 1000 chez les non-Autochtones. Selon les auteurs de la fondation autochtone de guérison, plusieurs facteurs peuvent expliquer cette violence, notamment la consommation abusive de drogue et d’alcool, la discrimination ainsi que la perte des terres et de la culture traditionnelle. Patricia Shuester, directrice exécutive de Saskatchewan First Nation’s Women’s Commission, affirme que les pensionnats autochtones sont aussi à l’origine de la violence :
Les pensionnats indiens ont eu des répercussions si néfastes sur nos peuples que, deux ou trois générations plus tard, les effets en sont toujours clairement manifestes. La violence contre les femmes et les enfants des Premières nations est endémique dans nos collectivités et est le fruit du cycle de mauvais traitements engendrés par les pensionnats indiens.
Comme le démontrent les propos de Patricia Shuester, l’impact des pensionnats autochtones est tel que ceux-ci ont toujours des répercussions au sein des communautés autochtones, même auprès des plus jeunes générations. Le Ministère de la justice du Canada a reconnu l’ampleur de l’exploitation sexuelle qui a eu lieu dans les pensionnats et le fait que, souvent, les victimes deviennent à leur tour agresseurs.

### Le suicide
Dans Mesnak, le suicide est illustré à la fin du film puisqu’Osalic, désespérée par la violence dont elle est victime et par la perte des traditions ancestrales de son peuple, en vient à mettre fin à ses jours. Selon les auteurs de la Commission royale sur les peuples autochtones, le taux de suicide chez les Autochtones est deux à trois fois plus élevé que dans la population non autochtone. Chez les Autochtones âgés de 10 à 19 ans, les cas de suicide sont cinq à six fois plus nombreux que chez les non-Autochtones de la même tranche d’âge. C’est cependant chez les Autochtones âgés entre 20 et 29 ans que l’on retrouve le taux le plus élevé de suicide. Parmi les causes de ce mal de vivre, on retrouve la dépossession des terres, la perte de contrôle sur les conditions de vie, la pauvreté et le chômage,. Chez les jeunes, une des raisons de la détresse psychologique est la difficulté de s’accomplir et de réussir socialement au sein de la réserve, tandis que chez les plus vieux il s’agit parfois de l’impossibilité de conserver la culture traditionnelle.

### La perte de culture

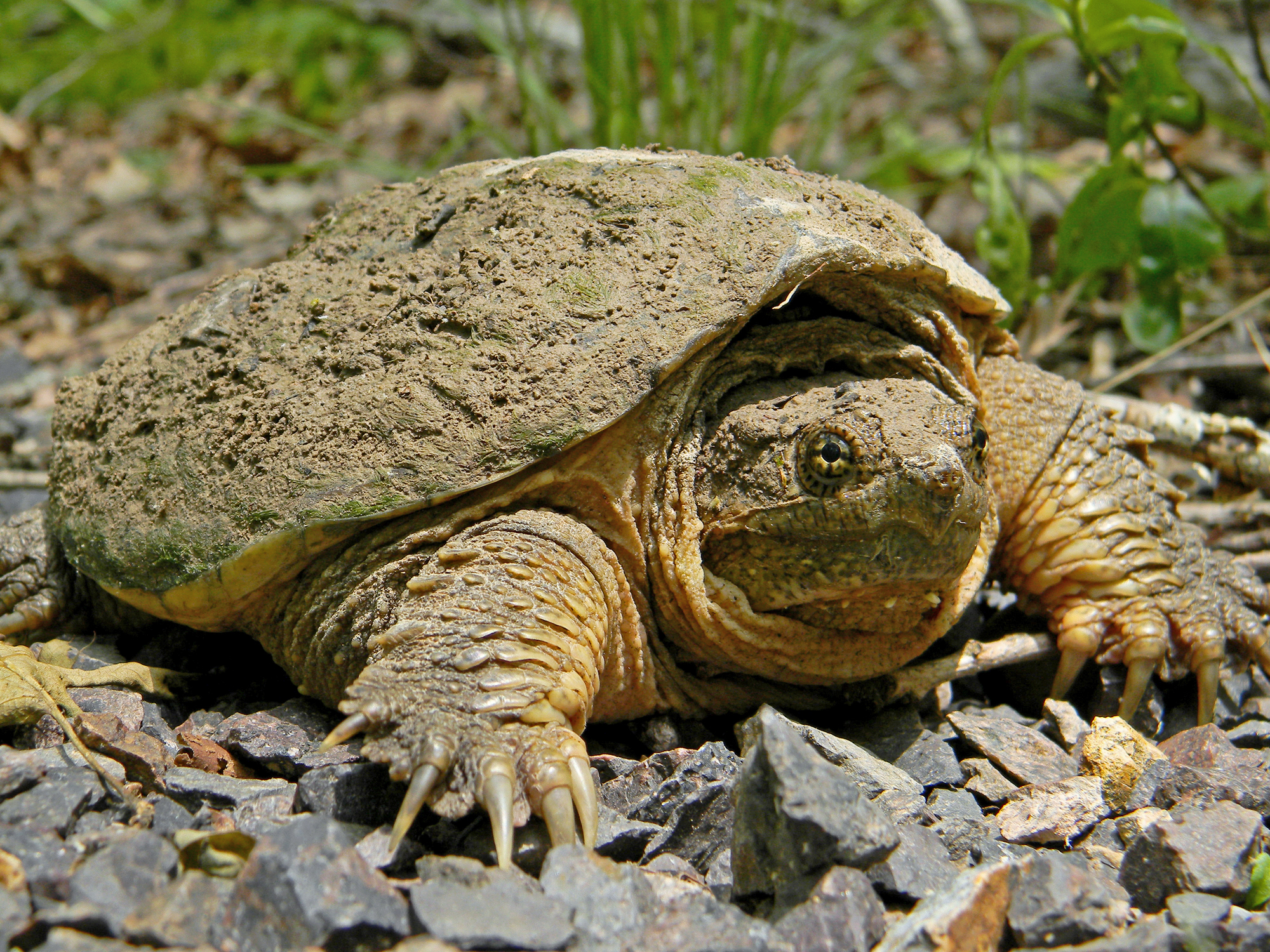
Dans Mesnak, la tortue représente la culture traditionnelle des Autochtones puisqu’elle est négligée, délaissée et oubliée, sauf par certains personnages tels qu’Osalic et Sapatesh.

Dans le film, la perte de culture est représentée par Mesnak la tortue. Les jeunes, ayant délaissé leur musique traditionnelle pour le rap, la rouent de coups de pied. Seule Osalic, qui est très attachée aux coutumes, notamment aux rituels de purification et à la confection de vêtements ancestraux, va se porter à la défense de la tortue. Quant aux adultes, ils la regardent avec honte, car elle représente pour eux le symbole de leur échec à transmettre la mémoire de leur peuple. Du début du siècle jusque dans les années 1970, des milliers d’enfants autochtones ont été enlevés de leurs familles et envoyés dans des pensionnats où il leur était interdit de parler leur langue maternelle et de pratiquer leurs coutumes ancestrales,. À leur sortie, les enfants ont eu de la difficulté à établir des relations avec leur communauté. Dans de telles circonstances, la transmission de la culture entre la famille et les jeunes était limitée et s’est donc peu à peu perdue.
Le film Mesnak tente donc de dresser un portrait large de la situation des Autochtones du Québec en présentant les principales difficultés avec lesquelles ces derniers doivent vivre. Un autre film québécois, le documentaire Le Peuple invisible de Richard Desjardins et Robert Monderie, présente les problèmes sociaux de communautés autochtones, cette fois les Algonquins. Il y est également question d’assimilation, de suicide et d’agression sexuelle.